# Ulica Wiktorska w Warszawie
Ulica Wiktorska – ulica w dzielnicy Mokotów w Warszawie.

## Opis
Nazwa pochodzi od imienia Wiktora Magnusa, właściciela gruntów na Mokotowie, jednego z założycieli spółki akcyjnej Drogi Żelaznej Wąskotorowej Wilanowskiej. 
Przy ulicy znajduje się właz do kanału, którym 20 września 1944 ewakuowało się z Górnego Czerniakowa ok. 200 powstańców ze zgrupowania „Radosław”.
W 1948 roku między ulicami: Madalińskiego, Wołoską, Wiktorską i al. Niepodległości rozpoczęto budowę osiedla Warszawskiej Spółdzielni Mieszkaniowej.
Ulica jest jednokierunkowa, w kierunkach od ul. Wołoskiej do ul. Kraushara  i od ul. Puławskiej do ul. Kazimierzowskiej.

## Obiekty
- Budynek przy ul. Wiktorskiej 3 – kamienica znajdująca się w gminnej ewidencji zabytków[4].
- Budynek przy ul. Wiktorskiej 10 – Biblioteka Publiczna im. Zygmunta Łazarskiego w Dzielnicy Mokotów[5]
- Budynek przy ul. Wiktorskiej 30/32 – VI Liceum Ogólnokształcące im. Tadeusza Reytana[6] oraz Gimnazjum Dwujęzyczne nr 59[7] w ramach Zespołu Szkół nr 61 w Warszawie
- Budynek przy ul. Wiktorskiej 69 – II Gmina Kościoła Jezusa Chrystusa Świętych w Dniach Ostatnich w Warszawie[8]
- Budynek przy ul. Wiktorskiej 73 – Szkoła Podstawowa nr 69 w Warszawie[9] oraz Państwowa Szkoła Muzyczna I st. nr 4 im. Karola Kurpińskiego[10]
- Budynek przy ul. Wiktorskiej 91 A – Wydział Działalności Gospodarczej i Zezwoleń dla Dzielnicy Mokotów[11], Wydział Zasobów Lokalowych w Dzielnicy Mokotów m. st. Warszawy[12] oraz Prokuratura Rejonowa Warszawa-Mokotów[13]
- Budynek przy ul. Wiktorskiej 94/96 – Przedszkole nr 141 oraz Żłobek nr 4[14]
- Budynek przy ul. Wiktorskiej 95/97 – Przedszkole nr 144 „Zaczarowany ołówek”[15]
- Budynek przy ul. Wiktorskiej 99 – XXVIII Liceum Ogólnokształcące im. Jana Kochanowskiego[16]